# .ng
.ng este un domeniu de internet de nivel superior, pentru Nigeria (ccTLD).